# Керівництво Білоруської РСР
Вище керівництво у Білоруській РСР з моменту її проголошення та до самого Серпневого путчу 1991 року здійснювала Комуністична партія Білорусі у складі КПРС. Вищим органом Компартії Білорусі був Центральний Комітет (ЦК), і Перший секретар ЦК КП Білорусі був фактичним керівником республіки у 1920-1991 роках.
Вищим законодавчим органом Білоруської РСР у 1921–1938 роках був Всебілоруський з'їзд Рад, а у 1938–1991 роках — однопалатна Верховна Рада, депутати якої (окрім виборів 1990 років), після обов'язкового ухвалення керівництвом Компартії Білорусі, обирались на безальтернативній основі на 4 роки (з 1979 — на 5 років). Верховна Рада не була постійно чинним органом, її депутати збирались на сесії тривалістю в кілька днів 2-3 рази на рік. Для ведення повсякденної адміністративної роботи Верховна Рада обирала постійно чинну Президію, яка номінально виконувала функції колективного глави республіки.
Після Серпневого путчу 25 серпня 1991 року діяльність Компартії Білорусі було призупинено й реальне керівництво перейшло до Верховної Ради та її голови. 19 вересня 1991 року Білоруська РСР була перейменована на Республіку Білорусь, а у грудні 1991, після підписання угод про розпуск СРСР, стала незалежною державою.

## Лідери Білоруської РСР
| Портрет | Ім'я                            | Дата народження | Дата смерті     | Початок правління | Завершення правління                                   | Посада                                                   |
| ------- | ------------------------------- | --------------- | --------------- | ----------------- | ------------------------------------------------------ | -------------------------------------------------------- |
|         | Єфим Генкін                     | 10 грудня 1896  | 10 лютого 1938  | 11 листопада 1920 | 25 листопада 1920                                      | Відповідальний секретар ЦК КП(б)Б                        |
|         | Вільгельм Кнорін                | 17 серпня 1890  | 29 липня 1938   | 25 листопада 1920 | травень 1922                                           | Відповідальний секретар ЦК КП(б)Б                        |
|         | Вацлав Богуцький                | 1884            | 19 грудня 1937  | травень 1922      | лютий 1924                                             | Відповідальний секретар ЦК КП(б)Б                        |
|         | Олександр Асаткін-Владимирський | 3 жовтня 1885   | 2 вересня 1937  | 4 лютого 1924     | 14 травня 1924                                         | Відповідальний секретар ЦК КП(б)Б                        |
|         | Олександр Криницький            | 28 серпня 1894  | 30 жовтня 1937  | вересень 1924     | 7 травня 1927                                          | Перший секретар ЦК КП(б)Б                                |
|         | Вільгельм Кнорін                | 17 серпня 1890  | 29 липня 1938   | 7 травня 1927     | 4 грудня 1928                                          | Перший секретар ЦК КП(б)Б                                |
|         | Ян Гамарник                     | 2 червня 1894   | 31 травня 1937  | 4 грудня 1928     | 8 січня 1930                                           | Перший секретар ЦК КП(б)Б                                |
|         | Костянтин Гей                   | 1896            | 25 лютого 1939  | 8 січня 1930      | 18 січня 1932                                          | Перший секретар ЦК КП(б)Б                                |
|         | Микола Гикало                   | 8 березня 1897  | 25 квітня 1938  | 18 січня 1932     | 18 березня 1937                                        | Перший секретар ЦК КП(б)Б                                |
|         | Василь Шарангович               | 20 лютого 1897  | 15 березня 1938 | 18 березня 1937   | 29 липня 1937                                          | Перший секретар ЦК КП(б)Б                                |
|         | Яків Яковлев (в. о.)            | 9 червня 1896   | 29 липня 1938   | 29 липня 1937     | 8 серпня 1937                                          | Перший секретар ЦК КП(б)Б                                |
|         | Олексій Волков (в. о.)          | 7 січня 1890    | 4 березня 1942  | 11 серпня 1937    | 18 червня 1938                                         | Перший секретар ЦК КП(б)Б                                |
|         | Пантелеймон Пономаренко         | 9 серпня 1902   | 18 січня 1984   | 18 червня 1938    | 7 березня 1947                                         | Перший секретар ЦК КП(б)Б                                |
|         | Микола Гусаров                  | 3 серпня 1905   | 17 березня 1985 | 7 березня 1947    | 5 липня 1950                                           | Перший секретар ЦК КП(б)Б                                |
|         | Микола Патолічев                | 10 вересня 1908 | 1 грудня 1989   | 5 липня 1950      | 28 липня 1956                                          | Перший секретар ЦК КП(б)Б; Перший секретар ЦК КПБ з 1952 |
|         | Кирило Мазуров                  | 7 квітня 1914   | 19 грудня 1989  | 28 липня 1956     | 30 березня 1965                                        | Перший секретар ЦК КПБ                                   |
|         | Петро Машеров                   | 13 лютого 1918  | 4 жовтня 1980   | 30 березня 1965   | 4 жовтня 1980                                          | Перший секретар ЦК КПБ                                   |
|         | Тихон Кисельов                  | 30 липня 1917   | 11 січня 1983   | 21 жовтня 1980    | 11 січня 1983                                          | Перший секретар ЦК КПБ                                   |
|         | Микола Слюньков                 | 26 квітня 1929  | 9 серпня 2022   | 11 січня 1983     | 6 лютого 1987                                          | Перший секретар ЦК КПБ                                   |
|         | Єфрем Соколов                   | 25 квітня 1926  | 5 квітня 2022   | 6 лютого 1987     | 28 листопада 1990                                      | Перший секретар ЦК КПБ                                   |
|         | Анатолій Малофеєв               | 14 травня 1933  | 19 січня 2022   | 28 листопада 1990 | 25 серпня 1991                                         | Перший секретар ЦК КПБ                                   |
|         | Станіслав Шушкевич              | 15 грудня 1934  | 3 травня 2022   | 9 вересня 1991    | 26 грудня 1991; до 26 січня 1994 у незалежній Білорусі | Голова Верховної Ради                                    |